# Rois et Reine
Pour plus de détails, voir Fiche technique et Distribution.
Rois et Reine est un film français réalisé par Arnaud Desplechin et sorti en France de manière généralisée le 22 décembre 2004. Sixième long-métrage du réalisateur, Rois et Reine est une comédie dramatique prenant la forme d'un diptyque qui dépeint deux personnages principaux complexes, Nora et Ismaël (incarnés respectivement par Emmanuelle Devos et Mathieu Amalric), et qui a pour sujets le couple, le deuil, la question de la filiation et des liens de parenté. Ce film, qui appartient au genre du cinéma d'auteur, s'inspire et utilise de nombreuses références cinématographiques, littéraires — en particulier mythologiques — et psychanalytiques qui sont les matières créatrices habituelles d'Arnaud Desplechin. Le film constitue par ailleurs la pièce centrale d'une trilogie informelle du réalisateur composée de Léo, en jouant « Dans la compagnie des hommes » (2003), dont il est le pendant, et d'Un conte de Noël (2008), dont il pourrait constituer un prélude.
Rois et Reine a été présenté en compétition officielle lors de la 61e Mostra de Venise en septembre 2004. Il a reçu au total neuf récompenses majeures dont le prix Louis-Delluc 2004 du meilleur film, quatre Étoiles d'or du cinéma français dans différentes catégories et le César du meilleur acteur 2005 pour Mathieu Amalric. Il constitue, à ce jour[réf. nécessaire], l'un des plus grands succès du cinéaste auprès du public avec plus de 700 000 entrées réalisées au total en Europe.

## Synopsis
|                                                                                         |  |  |
| Mathieu Amalric (Ismaël) et Emmanuelle Devos (Nora), l'un des rois et la reine du film. |  |  |

La vie de Nora Cotterelle, qui s'apprête à se marier avec un homme riche et lointain, celle de Jean-Jacques et l'internement dans un hôpital psychiatrique d'Ismaël Vuillard, se rejoignent lorsque Nora propose à Ismaël d'adopter son fils unique d'une dizaine d'années, Élias. Celui-ci est né après le suicide de son père, Pierre Cotterelle, un soir de dispute avec Nora. Pour permettre la reconnaissance paternelle de l'enfant, Nora s'est battue contre l'administration pour célébrer par dérogation présidentielle un mariage posthume avec Pierre.
Ismaël, un musicien altiste fantasque et déprimé, est le deuxième compagnon de Nora. Ensemble, ils ont élevé pendant sept ans Élias, jusqu'à la séparation du couple à l'initiative de Nora. La proposition d'adoption vient au moment de l'annonce de la mort prochaine du père de Nora auquel elle était très attachée. Ismaël, alors criblé de dettes et hospitalisé sur injonction d'un tiers, hésite sur la proposition de Nora. Aidé de son ami avocat, maître Mamanne, et de son médecin-psychiatre, le docteur Vasset, il réussit à se faire passer pour irresponsable pénal des dettes qu'il a contractées et finit par sortir de l'hôpital où toutefois il passait des jours agréables au contact de plus « fous » que lui. Sur les conseils de sa psychanalyste, le docteur Devereux, Ismaël décide de ne pas adopter Élias et s'en expliquera directement avec lui. Encore instable mais aidé de sa famille qui vit à Roubaix, Ismaël, bien qu'évincé de son quatuor par son proche ami, réussit à reprendre pied dans sa vie grâce à Arielle, une jeune étudiante en chinois rencontrée à l'hôpital. Nora accompagne son père dans ses derniers instants et enfin en paix avec elle-même épouse Jean-Jacques.

## Fiche technique
- Titre : Rois et Reine
- Titre international : Kings and Queen
- Réalisation : Arnaud Desplechin (assisté de Gabrièle Roux)
- Scénario : Arnaud Desplechin et Roger Bohbot
- Directeur de la photographie : Éric Gautier
- Son : Jean-Pierre Laforce et Christian Monheim
- Montage : Laurence Briaud
- Décors : Dan Bevan
- Costumes : Nathalie Raoul
- Musique originale : Grégoire Hetzel
- Musique additionnelle : DJ Mehdi et Moon River de Henry Mancini
- Format : 35 mm - 2,35:1 (CinemaScope)
- Langue : français
- Pays de production :  France
- Producteur : Pascal Caucheteux
- Production déléguée : Why Not Productions
- Coproduction : France 2 Cinéma et Rhône-Alpes Cinéma[notes 1]
- Budget de production : 3 871 153 euros[1]
- Année de production : 2003
- Genre : comédie dramatique
- Durée : 150 minutes
- Sorties nationales :
  -  Canada : 10 septembre 2004
  -  France : 22 décembre 2004 (distributeur : Bac Films)
  -  Suisse : 15 janvier 2005
  -  Belgique : 9 février 2005
  -  États-Unis : 13 mai 2005
  -  Royaume-Uni : 10 juin 2005
  -  Italie : 12 mai 2006
- Sorties DVD :
  -  France : 25 août 2005

## Distribution
- Emmanuelle Devos : Nora Cotterelle
- Mathieu Amalric : Ismaël Vuillard
- Jean-Paul Roussillon : Abel Vuillard, le père d'Ismaël
- Catherine Rouvel : Monique Vuillard, la mère d'Ismaël
- Maurice Garrel : Louis Jennsens, le père de Nora
- Valentin Lelong-Darmon : Élias, le fils de Nora
- Magali Woch : Arielle Phénix, la « chinoise »
- Catherine Deneuve : Docteur Hélène Vasset
- Hippolyte Girardot : Maître Marc Mamanne
- Noémie Lvovsky : Élisabeth, la sœur d'Ismaël
- Nathalie Boutefeu : Chloé Jennsens, la sœur de Nora
- Joachim Salinger : Pierre Cotterelle, le défunt mari de Nora
- Olivier Rabourdin : Jean-Jacques, le futur mari de Nora
- Gilles Cohen : Simon, le cousin
- Andrée Tainsy : La grand-mère d'Ismaël
- Jan Hammenecker : Nicolas, le mari d'Élizabeth
- Elsa Wolliaston : Docteur Devereux, la psychanalyste
- François Toumarkine : l'infirmier Prospero
- Miglen Mirtchev : l'infirmier Caliban
- Marie-Françoise Gonzales : l'infirmière à domicile
- Shulamit Adar : Mme Seyvos
- Didier Sauvegrain : le chirurgien
- Francis Leplay : Christian, le violoniste et cousin d'Ismaël
- Geoffrey Carey : Claude, le galeriste
- Marc Betton : Léopold Virag, l'éditeur
- Marion Touitou : Delphine, la sœur d'Ismaël
- Yann Coridian : Fidèle, le frère d'Ismaël
- Rachid Hami : Marcello, le braqueur de l'épicerie
- Claude Phor : le vieil homme interné
- Olivier Borle : le moniteur du centre aéré
- Frédéric Épaud : l'employé de mairie
- Bernard Garnier : le médecin légiste

## Projet et réalisation du film

### Écriture du scénario

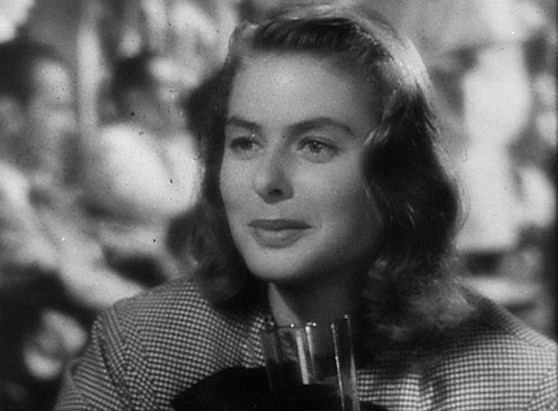
Ingrid Bergman dans Les Enchaînés (1946) d'Alfred Hitchcock, l'une des sources d'inspiration du film.

Après Léo, en jouant « Dans la compagnie des hommes », film traitant des luttes de pouvoir entre hommes, sorti en tout début d'année 2004 et conçu durant la même période, Arnaud Desplechin souhaite avec Rois et Reine réaliser une œuvre en miroir sur un personnage de femme tourmentée — une héroïne hitchcockienne — thématique qui l'intéresse depuis longtemps et traitée à de multiples reprises par le réalisateur américain qu'il connait et admire tout particulièrement. Pour cela, il écrit une œuvre en deux parties distinctes, deux histoires incarnées par deux personnages de natures opposées se faisant contrepoint, reliées entre elles par un enfant. Pour la forme qu'il veut donner à son film-double, il explique s'être inspiré tout à la fois des mélodrames d'Alfred Hitchcock — en particulier pour le rôle féminin des rôles d'Ingrid Bergman dans Les Enchaînés (1946) et Les Amants du Capricorne (1949), de Joan Fontaine dans Rebecca (1940), ou de Tipi Hedren dans Pas de printemps pour Marnie (1964) — et des comédies burlesques américaines de Mel Brooks et d'Harold Lloyd pour le rôle masculin d'Ismaël,,. Une dernière source essentielle d'inspiration pour la composition du rôle Nora est le personnage homonyme de Nora Helmer de la pièce Une maison de poupée (1878) du dramaturge norvégien Henrik Ibsen dont la « légèreté comme position morale » l'intéresse.

Le titre du film lui est inspiré par un poème de l'ethnologue et écrivain Michel Leiris :

« Rois sans arroi,
 Reine sans arène,
 Tour trouée,
 Fou à lier,
 Cavalier seul »

— Michel Leiris, Le Ruban autour du cou d'Olympia

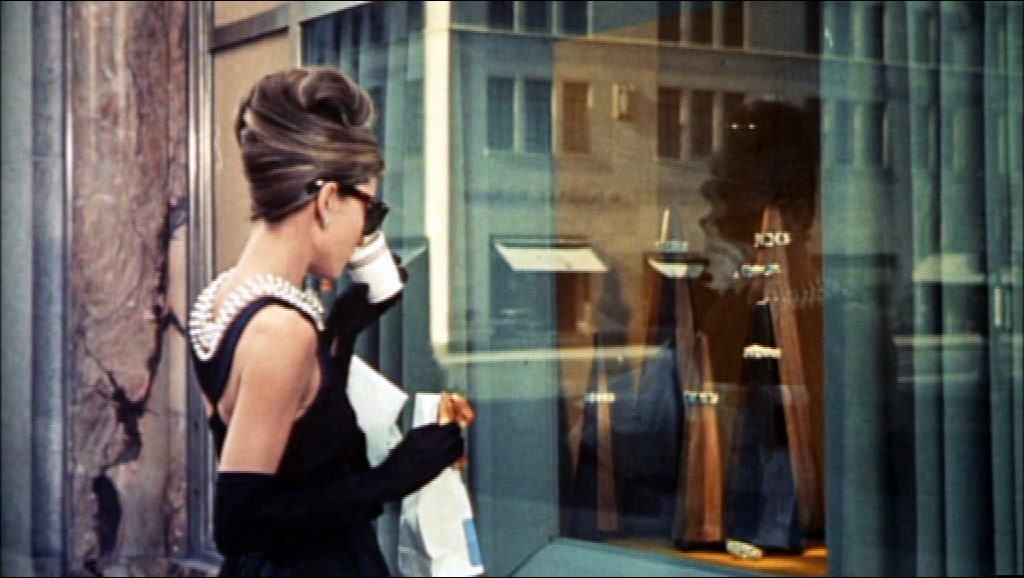
Audrey Hepburn dans la scène d'ouverture de Diamants sur canapé sortant d'un taxi devant la vitrine de Tiffany & Co., café et croissant à la main, sur la 5e Avenue, New York, une autre référence explicite.

À partir des premières notes d'intention centrées exclusivement sur les personnages de Nora et d'Élias, Arnaud Desplechin met deux ans pour écrire, en collaboration avec Roger Bohbot, le scénario du film. Ensemble, ils appliquent à leur travail d'écriture la phrase de François Truffaut : « ne pas développer une idée dans une scène de quatre minutes, mais quatre idées dans une scène d'une minute », en décidant d'intriquer non pas une « histoire mélancolique mais un mélodrame pur » à une histoire ne développant pas « un sens de l'humour subtil mais des gags burlesques ». Le scénario fini, il décide de retrouver une partie de « sa famille d'acteurs » pour tenir les rôles des principaux personnages. Mathieu Amalric constitue depuis ses premiers films une sorte d’alter ego cinématographique qu'il choisit ici pour la troisième fois. Juliette Binoche refuse le film car l'histoire lui semble être inspirée par celle de son ex-compagne Marianne Denicourt, qui n'avait pas été informée du projet,. Il propose, par lettre, le rôle de Nora à Emmanuelle Devos qui le refuse dans un premier temps, en raison du décès récent de sa sœur et de son incapacité émotionnelle à jouer alors ce type de personnage confronté à la mort familiale. Valeria Bruni-Tedeschi est alors pressentie pour tenir le rôle. Ce n'est qu'un an plus tard, à quinze jours du début du tournage, qu'il la rappelle et réussit à lui faire accepter d'incarner Nora. Pour la préparer au rôle, outre les lectures que Desplechin aime habituellement fournir à ses acteurs, il lui demande de visionner et de s'inspirer particulièrement du rôle et de la diction de Mary Burke tenu par Patricia Arquette dans À tombeau ouvert (1999) de Martin Scorsese ainsi que de celui de Gloria Swenson tenu par Gena Rowlands dans Gloria (1980) de John Cassavetes. Il retrouve également Hippolyte Girardot et Jean-Paul Roussillon qui avaient tourné dans son précédent film Léo, en jouant « Dans la compagnie des hommes » et propose un rôle secondaire à Catherine Deneuve, qui devient une nouvelle venue de marque dans l'univers de Desplechin.

### Tournage et montage

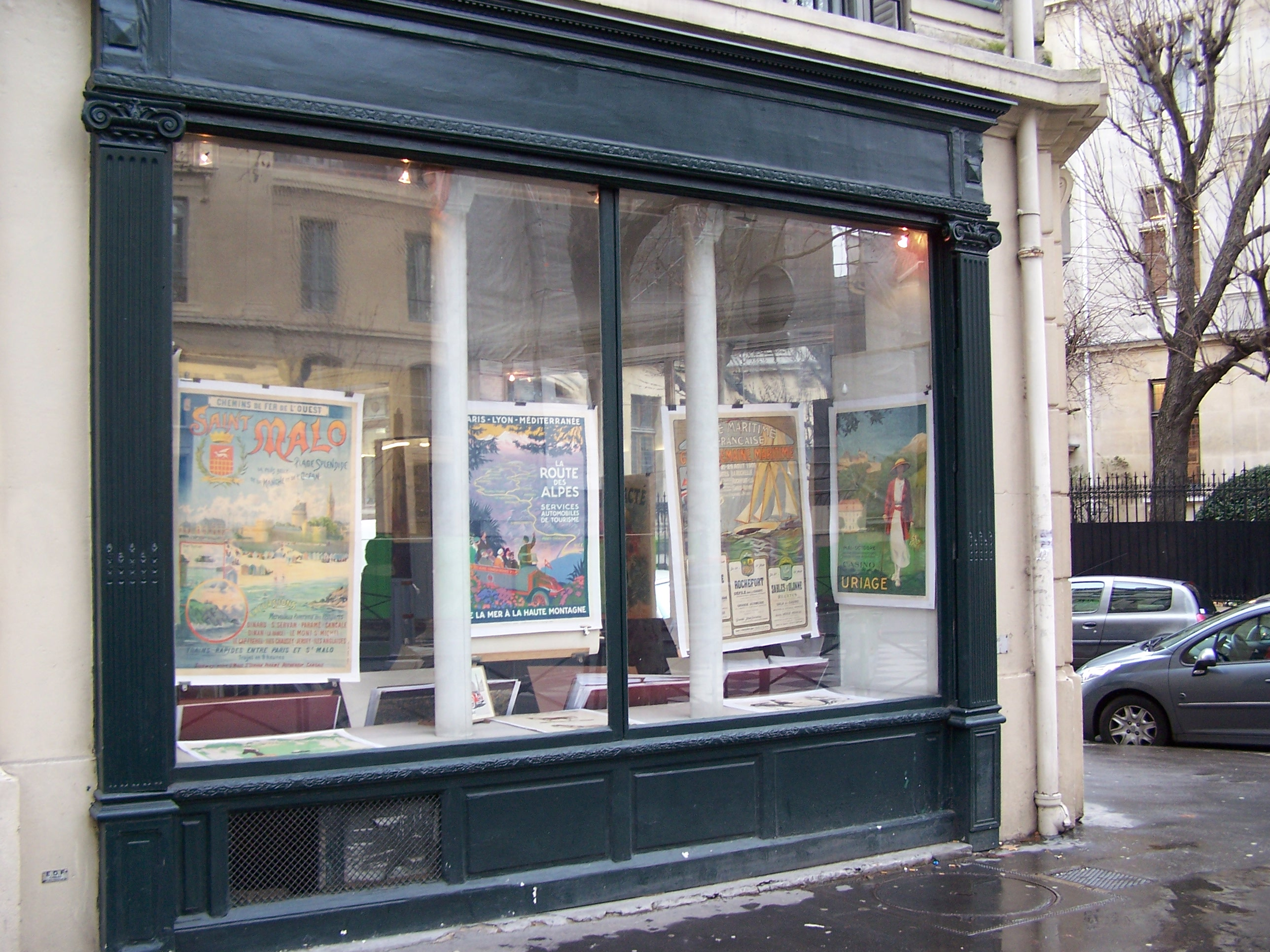
La librairie Elbé, boulevard Saint-Germain, lieu de tournage de la Galerie tenue par Nora

Le budget total de la production de Rois et Reine est de 3 871 153 euros principalement financé par Why Not Productions dirigé par Pascal Caucheteux, l'un des principaux producteurs de films d'auteurs français, et la société Rhône-Alpes Cinéma qui promeut les tournages dans sa région ; Grenoble étant choisi comme seconde ville principale de déroulement de l'action. Arnaud Desplechin est un réalisateur qui ne tourne pratiquement pas en plateau — afin de se laisser la liberté de pouvoir changer radicalement de cadre et expérimenter plus largement ses scènes dans différents contextes grâce à de très nombreuses prises — permettant ainsi d'abaisser significativement le coût de ses films. Parmi les lieux de tournage de Rois et Reine peuvent être cités : 
- à Paris et sa banlieue, le boulevard Saint-Germain où se trouve la galerie[notes 3] dont Nora est responsable et sur lequel commence le film dans une scène en hommage direct à celle d'ouverture de Diamants sur canapé, la gare de Lyon et la gare du Nord d'où partent les différents protagonistes[17], la rue de Paradis qui est le lieu de rencontre entre Ismaël et sa sœur, la station de métro Jaurès d'où Ismaël téléphone à Arielle[18], le musée de l'Homme au palais de Chaillot et ses abords où se tient l'ultime rencontre entre Ismaël et Élias[19],
- en Seine-Saint-Denis, le pavillon « Île-de-France » de l'hôpital psychiatrique de Ville-Évrard à Neuilly-sur-Marne[20],[21] où est interné Ismaël ;
- en Isère, à Grenoble l'hôpital Albert-Michallon où est hospitalisé le père de Nora, la gare et l'aéroport de la ville d'où Nora tente de regagner Paris, le temple protestant de la rue Hébert qui accueille le culte d'enterrement du père de Nora ;
- dans le Nord, à Roubaix, le parc Barbieux où se trouve l'arbre du « baron perché »[7] et la gare qui constitue un lieu de transit d'Ismaël et de sa famille[22].

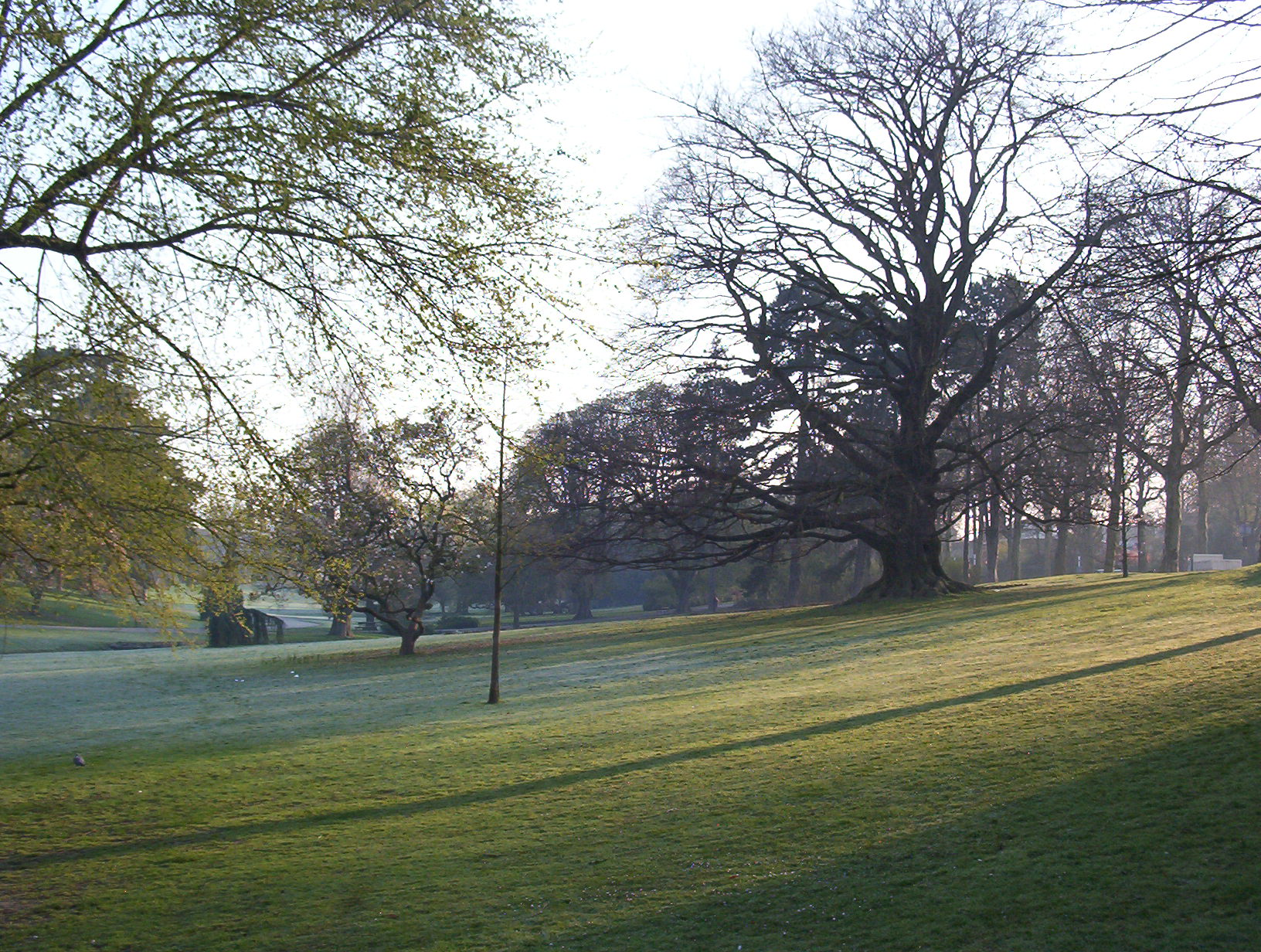
Les arbres du parc Barbieux de Roubaix.

Généralement Arnaud Desplechin ne donne sur le script du scénario aucune indication de jeu à ses acteurs, préférant les « saturer » d'informations et de conseils sur le plateau, afin de « désorienter les acteurs », lors de nombreuses prises où les dialogues sont joués sur différents tons et émotions parmi lesquels le réalisateur piochera ultérieurement au montage pour composer son film.
Arnaud Desplechin, avec son directeur de la photographie Éric Gautier, a filmé l'ensemble de Rois et Reine, à l'exception d'une scène, en format 35 mm - 2,35:1 c'est-à-dire en CinemaScope afin de se rapprocher un peu plus de l'apparence des films américains lui ayant servi de source d'inspiration. Seule la scène de lecture de la lettre posthume du père à sa fille fut tournée en vidéo format 4/3 afin de créer une image au grain particulier renforçant l'effet dramatique de la déclaration venue d'outre-tombe.
Le montage s'est effectué avec Laurence Briaud, ancienne assistante de François Gédigier, pour qui il s'agissait seulement du deuxième film de sa carrière en tant que chef-monteuse mais qui avait toutefois travaillé auparavant sur pratiquement tous les films de Desplechin. Son approche du travail, qui a débuté seulement après la fin du tournage, dont elle n'avait pas vu les chutes auparavant, a consisté à appliquer la méthode dite du « best of », c'est-à-dire d'un montage bout à bout des meilleures prises de chaque scène (quitte à créer des faux-raccords), technique que seul Desplechin utilise dans le cinéma français. Le travail a ensuite consisté à sélectionner les versions finales retenues, et, par la technique du « jump cut », à remodeler les habituels longs plans-séquences du style Desplechin par d'éventuels champs/contre-champs. Un exemple caractéristique de cette approche de montage est celui de la scène de téléphone entre Nora et sa sœur qui est composée de cinq prises composites, condensées à l'essentiel afin de créer un « effet de dilatation du temps » pour annoncer la mort du père. Paradoxalement, le premier montage abouti de Rois et Reine était d'une durée plus courte que la version finale du film et, selon Laurence Briaud, « ne marchait pas » ; avec Desplechin, qui est toujours présent durant toute la durée du montage de ses œuvres, ils décidèrent alors de rallonger le film à deux heures trente pour pleinement développer les personnages et équilibrer l'œuvre. Enfin, au mixage les intensités de voix de Mathieu Amalric ont été volontairement modulées au lieu d'être homogénéisées, ce qui est plutôt inhabituel, afin d'encore plus accentuer le caractère burlesque du personnage d'Ismaël.

### Musique du film et bande originale
Arnaud Desplechin, qui souhaitait initialement travailler avec Krishna Levy, fait appel à un jeune compositeur, Grégoire Hetzel, pour composer la musique originale de son film. Celui-ci étant déjà en grande partie monté et un certain nombre de musiques additionnelles très variées préalablement choisies, Grégoire Hetzel doit écrire dans l'urgence, en une douzaine de jours et un mois seulement avant la sortie du film, un canevas musical basé sur les notes d'intention du réalisateur, qui souhaitait un univers musical inspiré des œuvres de Georges Delerue, Bernard Herrmann, ou Maurice Ravel, pour illustrer principalement la dramaturgie de certaines scènes clés et fournir une homogénéité sonore à son film. De surcroit, Hetzel crée à la demande de Desplechin une variation de style jazzy de Moon River d'Henry Mancini qui illustre spécifiquement le personnage de Nora, en rappel à celui joué par Audrey Hepburn dans Diamants sur canapé de Blake Edwards.
De plus, la bande musicale du film emprunte alternativement au répertoire de la musique classique, avec la Pavane pour une infante défunte de Maurice Ravel, Les Quatre Saisons de Vivaldi, ou la Passion selon saint Matthieu de Johann Sebastian Bach et à celui du hip-hop et de l'electro avec l'utilisation de quatre titres de l'album Des friandises pour ta bouche de DJ Mehdi, Do U Remember ? de l'album Re-Entry de Marley Marl (musique sur laquelle Mathieu Amalric s'essaie au breakdance), et That's My People du Suprême NTM. Les chansons de hip-hop sont utilisées soit de manière totalement intégrée à l'histoire même du film, principalement dans les scènes où le personnage d'Ismaël écoute et danse sur cette musique, soit en tant que fonds sonores ajoutés à certains plans. Enfin, la troisième composante musicale appartient au domaine de la musique Klezmer, illustrant exclusivement les scènes où apparaît le personnage de l'avocat loufoque, maître Mamanne, avec l'utilisation de morceaux du clarinettiste David Krakauer.

## Sorties

### Présentations festivalières et sorties nationales

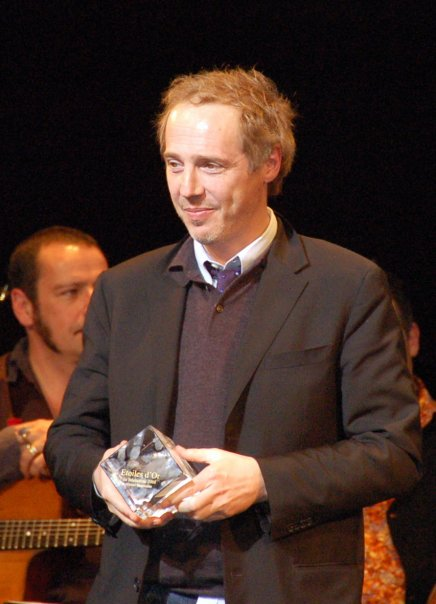
Arnaud Desplechin en 2009.

Rois et Reine est présenté lors de la 61e Mostra de Venise en septembre 2004 mais ne remporte aucun prix. Le film entame une série de présentations lors de festivals internationaux, notamment le 10 septembre au Festival international du film de Toronto et les 6 et 7 octobre 2004 au New York Film Festival. Le film effectue sa sortie nationale française le 22 décembre 2004 puis des sorties dans les pays francophones au cours du premier trimestre 2005 avant de réaliser sa carrière européenne tout au long de l'année 2005 et 2006. La visibilité du film lors de la cérémonie des César, où il fut en compétition dans sept catégories et remporta le César du meilleur acteur, a permis au film de prolonger sa présence à l'affiche tout en maintenant sa combinaison de salles avec 115 copies, mais en restant principalement dans le circuit des salles indépendantes.
Rois et Reine réalise 89 901 entrées et se situe à la douzième place durant sa première semaine d'exploitation dans 89 salles, avec un ratio de 1 010 entrées par écran, ce qui constitue un très bon démarrage pour ce type de film puisqu'à titre comparatif Ocean's Twelve sorti la semaine précédente se situe à la seconde place du classement de la semaine avec 700 309 entrées pour 789 écrans soit un ratio de seulement 887 entrées/écran. 332 057 entrées cumulées seront atteintes le premier mois, avec un maximum de 125 copies utilisées en deuxième semaine, et 494 000 entrées atteintes à la fin du premier trimestre. En définitive, le film a réalisé 646 962 entrées en France sur l'ensemble de sa période d'exploitation en salles et un total de 708 414 spectateurs en Europe, dont 22 793 entrées en Grande-Bretagne, 9 498 entrées en Suisse, et 7 075 entrées en Belgique. Ces chiffres ont constitué un très bon résultat pour un film d'auteur et, à ce jour, le plus grand succès public en termes d'entrées cumulées pour Arnaud Desplechin, dépassant très légèrement les entrées d'Un conte de Noël sorti quatre ans plus tard.
Les résultats d'exploitation du film aux États-Unis, qui fut projeté initialement sur cinq écrans au niveau national (avec un pic fin juin d'une semaine sur neuf écrans), durant la période allant de mai à décembre 2005, sont d'un total de recettes de 290 973 $,, s'ajoutant aux 227 327 $ pour le reste du territoire nord-américain.

### Distribution en DVD et publications
Le DVD de Rois et Reine sort en zone 2 le 25 août 2005 et en zone 1 le 22 novembre 2005 en édition simple du film agrémentée de bandes annonces, suivi le 1er février 2007, en Europe, d'une édition spéciale de collection. La société Why Not Productions a la volonté de ne pas publier un disque conventionnel, notamment en n'incluant pas de commentaires audio ou de making-of. Les bonus sont constitués d'une séance de répétition entre Emmanuelle Devos et Arnaud Desplechin pour une scène non présente dans le montage final et d'une séance de travail avec le jeune Valentin Darmon-Lelong. À ceux-ci s'ajoutent deux entretiens du réalisateur, l'un, réalisé sous forme de questions-réponses pour la chaine du câble TCM, avec sa comédienne fétiche Emmanuelle Devos, et le second avec le critique de Télérama, Pierre Murat, au cours duquel il présente et commente le script de travail du film. Par ailleurs, une séquence présente Mathieu Amalric et Hippolyte Girardot qui discutent du travail d'Arnaud Desplechin. Enfin, deux professionnels, l'avocate Sylvie Welsch et le psychiatre Vincent Gaulin, donnent également leur avis sur les scènes du film traitant de questions légales (mariage posthume, adoption, internement), de psychanalyse et d'hospitalisation psychiatrique. Certains critiques ont toutefois regretté que Pierre Murat n'interroge pas le réalisateur sur la controverse qui l'opposa à Marianne Denicourt, dès la sortie du film, à la suite de la publication par cette dernière d'un livre à charge (voir section dédiée).
D'autre part, le scénario de Rois et Reines commenté par Arnaud Desplechin et Roger Bohbot est publié, comme pratiquement tous ceux du réalisateur, dans un ouvrage aux éditions Denoël paru le 22 août 2005.

## Analyse

### Principaux personnages
- Ismaël. Fils d'Abel et Monique Vuillard, petits commerçants de Roubaix, et second d'une fratrie de quatre enfants, il devient altiste et joue dans un quatuor à cordes dont il est le premier musicien. Ismaël a vécu durant sept ans avec Nora Cotterelle et son fils Élias, avant que le couple ne se sépare à l'initiative de cette dernière qui semblait insatisfaite par son côté exubérant. En apparence en détresse, suivant depuis des années une psychanalyse intense et infructueuse, Ismaël est interné sur l'injonction de sa sœur et d'un ami qui ont vu dans son comportement récent un risque pour lui-même. Criblé de dettes, il est défendu par son avocat, Me Mamanne, pour tenter de recouvrer les biens qui lui ont été confisqués par les services des impôts.
- Nora. Fille de Louis, veuve de Pierre, mère d'Élias, ex-compagne d'Ismaël et future femme du riche Jean-Jacques, Nora est une reine douce et exigeante envers les hommes qui l'entourent. En apparence équilibrée dans sa vie, elle fuit cependant les malheurs qui l'ont frappée et fait face à l'adversité en adoptant une position légère. À la mort soudaine de son père, elle se retrouve désemparée et angoissée pour son fils Élias. Elle propose à Ismaël de l'adopter car il est le seul que son enfant considère comme une figure tutélaire.
- Louis Jennsens. Père de deux filles, Nora et Chloé, qu'il a élevées seul après la mort de sa femme, c'est un professeur de littérature et un écrivain grenoblois. Louis semble avoir développé un amour excessif vis-à-vis de Nora qui fut sa fille préférée. Le vieil homme est frappé d'un cancer fulgurant et meurt en quelques jours, réussissant cependant à finir de corriger les épreuves de son dernier journal intime avant publication, intitulé « Cavalier seul ».
- Monique et Abel. Couple d'épiciers vivant à Roubaix, ils sont les patriarches d'une famille complexe. Abel a été adopté enfant par sa mère ; et lui-même et sa femme se proposent d'adopter, en plus de leurs quatre enfants naturels (Élizabeth, Ismaël, et les jumeaux Delphine et Fidèle), un neveu, Simon, qui a grandi au sein de la famille. Abel semble par ailleurs cultiver des jardins secrets et vivre une vie littéraire intense, citant au débotté Apollinaire.
- Élizabeth. Sœur aînée d'Ismaël, envers lequel elle semble avoir développé une relation conflictuelle, c'est elle qui participe à son hospitalisation forcée. Peintre sur porcelaine et dessinatrice, elle vit seule avec Nicolas.
- Élias. Fils de Nora et de Pierre Cotterelle, Élias n'a jamais connu son père qui s'est suicidé avant sa naissance[notes 7]. Il a grandi auprès d'Ismaël qui fut pour lui une figure paternelle, tout comme son grand-père Louis duquel il est très proche. Élias a été perturbé par la séparation de Nora et d'Ismaël et refuse de se lier au nouveau compagnon de sa mère. La mort de son grand-père va un peu plus déstabiliser son équilibre d'enfant et pousser Nora à demander à Ismaël d'officiellement l'adopter. Ce dernier, hésitant, finira par expliquer à l'enfant les raisons de son refus et la nature du lien qui désormais les unit.
- Arielle. Étudiante en chinois peu motivée, elle est internée à de multiples reprises pour tentatives de suicides. C'est lors de l'une de ces hospitalisations qu'elle fait connaissance d'Ismaël et tombe amoureuse de lui.

### Thèmes

#### Importance de la psychanalyse
Comme dans tous les films d'Arnaud Desplechin, la part donnée à la psychanalyse est un élément constitutif de l'œuvre. Dans Rois et Reine, cette intrusion prend deux formes cinématographiques. La première est directe et explicite avec l'intervention de la discipline dans l'histoire des personnages, que ce soit au travers de l'internement en hôpital psychiatrique, suivi de consultations avec un médecin-psychiatre chargé d'évaluer le degré de détresse du patient Ismaël, ou de ses rendez-vous tri-hebdomadaires chez une psychanalyste. Ismaël suit en effet une analyse intense depuis huit ans, auprès d'une psychanalyste réputée, le Dr Devereux. Le choix de ce nom n'est pas un hasard, puisqu'il fait référence à l'ethnopsychiatre Georges Devereux (1908-1985), l'un des fondateurs de la discipline, que le réalisateur par jeu et par clin d'œil transpose en une imposante femme africaine, sorte de gourou trônant au milieu d'objets des arts premiers. L'autre forme est indirecte, notamment avec des scènes oniriques ou décrivant différents « niveaux de conscience » toujours relatives au personnage en retenue de Nora (veilles en situation d'angoisse dans l'attente de l'opération ou après la mort de son père ; visitation en rêve de Pierre Coterelle, son ex-mari ; lettre posthume de son père, qui la brûle littéralement au flanc) qualifiées de « purs blocs d’inconscient ». L'inconscient n'est donc pas refoulé et se retrouve au centre de la construction du scénario grâce auquel le spectateur peut appréhender les « traumas, rancœurs, refoulements » des personnages dans les épreuves de « deuil, de rupture, de dépression » qu'ils traversent. Paradoxalement, Ismaël, pourtant interné, n'est pas la personne la plus en détresse, mais c'est Nora qui, contrairement aux apparences, est la plus en souffrance,. Selon Jean-Marc Lalanne, Arnaud Desplechin ne fait pas de choix quant aux deux « stratégies de survie » mises en place par Nora et Ismaël face à toutes leurs épreuves mettant ainsi en place toute la « puissance du film ».
La figure du père est un élément essentiel de la composition psychologique des personnages. Arnaud Desplechin à ce titre met en opposition le père de Nora, veuf, vénérant de son vivant sa fille chérie au détriment de sa sœur cadette, et devenant destructeur après sa mort par volonté de juger et de faire souffrir celle qu'il a tant aimée, au père d'Ismaël, chef de tribu débordant de santé, de force et de courage face à son « pleutre de fils ». Les figures maternelles, hormis Nora, sont de fait absentes : mère morte de Nora et mère très effacée d'Ismaël. De ces figures paternelles découle la question de la filiation qui devient le point de jonction des deux histoires — désormais séparées — du couple que formaient Nora et Ismaël. Le réalisateur fait sur ce sujet converger les différences de situations initiales des deux principaux personnages. Ainsi Ismaël, issu d'une famille-tribu où la filiation naturelle côtoie l'adoption à chaque génération, se voit proposer par Nora, femme désormais sans parent, d'adopter son fils Élias par peur que ce dernier se retrouve seul s'il venait à lui arriver malheur. Alors qu'elle le taraude, cette possibilité d'adoption est tranchée sans appel en trois mots - « hors de question » - par la psychanalyste d'Ismaël à laquelle il obéit.